# Keynote (software)
Keynote es una aplicación de software de presentación desarrollada como parte del set de productividad iWork por Apple Inc. Keynote 5 fue anunciado el 6 de enero de 2009. Se han añadido nuevos temas, transiciones y animaciones, así como la habilidad para control la presentación de diapositivas con un iPhone o iPod touch por medio de la app de Keynote remota, la cual está disponible en la iTunes Store.

## Características
- Temas que permiten al usuario mantener la consistencia en los colores y fuentes a lo largo de la presentación, incluyendo cuadros, gráficos y tablas.
- Transiciones y construcción de diapositivas 3D impulsadas con OpenGL que se asemejan a cubos rodantes o páginas volteadas, o bien transiciones disolventes que hacen desaparecer a una diapositiva con la siguiente.
- Soporte de monitor dual: el presentador puede mostrar la presentación en una pantalla y todavía ver el escritorio o las notas desde su laptop.
- Exporta a PDF, QuickTime, Flash, JPEG, TIFF, PNG, HTML (con imágenes) y PowerPoint. Keynote también utiliza .key (archivos de presentación y .kth (archivos de temas) basados en XML.[2]
- Soporta todos los formatos de video QuickTime (incluyendo MPEG-2 y DV) en presentaciones de diapositivas.
- La versión 3 permite exportar a iDVD con dos clics.
- Compatibilidad con Apple Remote y la aplicación remota de Keynote para iPhone y iPod touch.[1]